# バフィア語
バフィア語（バフィアご、英: Bafia language）は、バントゥー語群に属する言語である。カメルーン南西部の中央州 、 Mbam and Inoubou Division, Bafia Subdivision で話されている言語である。

## 言語名別称
- Bekpak
- Rikpa
- Rikpa' / Rikpa'
- Ripey

## 方言
方言は以下の2つがある。
- Bape
- Kpa